# 1978 VJ6
1978 VJ6 är en asteroid i huvudbältet som upptäcktes den 6 november 1978 av de båda amerikanska astronomerna Eleanor F. Helin och Schelte J. Bus vid Palomar-observatoriet.